# ورزشگاه بیسلت
ورزشگاه بیسلت (به لاتین: Bislett Stadium) یک ورزشگاه فوتبال در نروژ است که در Oslo Municipality واقع شده‌است.